# اسماعیلوو (شهرستان داولکانوفسکی، باشقیرستان)
اسماعیلوو (انگلیسی: Ismagilovo, Davlekanovsky District, Republic of Bashkortostan) یک شهرک در شهرستان داولکانوفسکی در استان باشقیرستان کشور روسیه است.